# The Rising (альбом)
The Rising (с англ. — «Подъём») — двенадцатый студийный альбом американского рок-исполнителя Брюса Спрингстина, выпущенный 30 июля 2002 года лейблом Columbia Records. Этот альбом стал первым студийным альбомом Спрингстина за 7 лет и первой записью с E Street Band за 18 лет. Лирика альбома посвящена борьбе за отношения, экзистенциальном кризисе и социальном подъёме; сама идея альбома навеяна ощущениями Спрингстина после терактов 11 сентября 2001 года.

## Успех
После своего выхода альбом добился коммерческого успеха и высокой оценки критиков как «триумфальное возвращение» Спрингстина. Этот альбом Спрнгистина стал первым, который попал в рейтинг Billboard 200 с момента выхода альбома Tunnel of Love в 1987 году. В 2003 год альбом получил премию «Грэмми» как лучший рок-альбом; его также номинировали на премию «Грэмми» за лучший альбом года, но он уступил в этой номинации альбому «Come Away with Me» Норы Джонс. Также заглавная песня с альбома была удостоена премии «Грэмми».

## Список композиций
Формат — двойной альбом (double LP). Треки с 1 по 4, с 5 по 8, с 9 по 11 и с 12 по 15 записаны на сторонах A, B, C и D соответственно (лейблом помечены как стороны с 1 по 4).
Все тексты написаны Брюсом Спрингстином, вся музыка написана Брюсом Спрингстином.
| №   | Название                          | Длительность |
| --- | --------------------------------- | ------------ |
| 1.  | «Lonesome Day»                    | 4:08         |
| 2.  | «Into the Fire»                   | 5:04         |
| 3.  | «Waitin' on a Sunny Day»          | 4:18         |
| 4.  | «Nothing Man»                     | 4:23         |
| 5.  | «Countin' on a Miracle»           | 4:44         |
| 6.  | «Empty Sky»                       | 3:34         |
| 7.  | «Worlds Apart»                    | 6:07         |
| 8.  | «Let's Be Friends (Skin to Skin)» | 4:21         |
| 9.  | «Further On (Up the Road)»        | 3:52         |
| 10. | «The Fuse»                        | 5:37         |
| 11. | «Mary's Place»                    | 6:03         |
| 12. | «You're Missing»                  | 5:10         |
| 13. | «The Rising»                      | 4:50         |
| 14. | «Paradise»                        | 5:39         |
| 15. | «My City of Ruins»                | 5:00         |

## Позиции в чартах
| Чарт (2002)                         | Высшая позиция |
| ----------------------------------- | -------------- |
| Австралия (ARIA)                    | 4              |
| Австрия (Ö3 Austria)                | 2              |
| Бельгия/Фландрия (Ultratop)         | 2              |
| Бельгия/Валлония (Ultratop)         | 3              |
| Канада (Canadian Albums Chart)      | 1              |
| Дания (Hitlisten)                   | 1              |
| Нидерланды (Album Top 100)          | 1              |
| European Albums (Music & Media)     | 1              |
| Финляндия (Suomen virallinen lista) | 1              |
| Франция (SNEP)                      | 3              |
| Германия (Offizielle Top 100)       | 1              |
| Ирландия (IRMA)                     | 2              |
| Италия (Classifica album)           | 1              |
| Новая Зеландия (RMNZ)               | 12             |
| Норвегия (VG-lista)                 | 1              |
| Польша (ZPAV)                       | 15             |
| Шотландия (Scottish Albums Chart)   | 1              |
| Spanish Albums (PROMUSICAE)         | 1              |
| Швеция (Sverigetopplistan)          | 1              |
| Швейцария (Schweizer Hitparade)     | 2              |
| Великобритания (UK Albums Chart)    | 1              |
| США (Billboard 200)                 | 1              |

| Чарт (2002)      | Позиция |
| ---------------- | ------- |
| US Billboard 200 | 34      |
| UK Charts (OCC)  | 87      |

## Синглы
- Lonesome Day:
  - 36-е место - чарт Adult Top 40 (2002).
- The Rising:
  - 52-е место - чарт Billboard Hot 100 (2002).
  - 16-е место - чарт Adult Top 40 (2002).
  - 26-е место - чарт Adult Contemporary (2002).
  - 24-е место - чарт Mainstream Rock (2002).

## НаградыГрэмми
| Год  | Альбом / Композиция | Категория                        | Победитель                                    |
| ---- | ------------------- | -------------------------------- | --------------------------------------------- |
| 2002 | The Rising          | Best Male Rock Vocal Performance | Брюс Спрингстин                               |
| 2002 | The Rising          | Best Rock Song                   | Брюс Спрингстин                               |
| 2002 | The Rising          | Best Rock Album                  | Брендан О'Брайен, Брюс Спрингстин, Ник Ди Диа |

## В записи участвовали
- The E Street Band — группа:
  - Брюс Спрингстин — гитара, губная гармоника, вокал.
  - Рой Биттан — фортепиано, клавишные, меллотрон, орган.
  - Кларенс Клемонс — саксофон, бэк-вокал.
  - Дэнни Федеричи — орган.
  - Нильс Лофгрен — электрогитара, банджо, бэк-вокал.
  - Патти Скиалфа — вокал, ритм-гитара.
  - Гарри Таллент — бас.
  - Стивен Ван Зандт — электрогитара, бэк-вокал, мандолина.
  - Макс Вайнберг — барабаны.
- Сузи Тайрелл — скрипка, бэк-вокал.
- Брендан О'Брайен — шарманка, глокеншпиль, колокольчики.
- Ларри Лемастер, Йере Флинт, Джейн Скарпантони — виолончель.
- Nashville String Machine, Alliance Singers, The Miami Horns — коллективы сессионных музыкантов.
- Асуф Али Хан с группой